# Ponthieva maculata
Ponthieva maculata Lindl. – gatunek rośliny z rodziny storczykowatych (Orchidaceae Juss.). Występuje naturalnie w Ameryce Środkowej i Południowej. 

## Rozmieszczenie geograficzne
Rośnie naturalnie w Meksyku, Gwatemali, Salwadorze, Hondurasie, Nikaragui, Kostaryce, Panamie, Kolumbii, Wenezueli i Ekwadorze. Według niektórych źródeł występuje także w Peru.

## Morfologia
KorzenieWłókniste.
LiścieOstro zakończone.
KwiatyPojawiają się późną zimą oraz wiosną. Usadowione są na wyprostowanych kwiatostanach. Kwiatostan na 30–45 cm długości, natomiast średnica kwiatu wynosi 3 cm. Są owłosione. Przylistki mają eliptyczno-lancetowaty kształt.

## Biologia i ekologia
Naturalnymi siedliskami są lasy na wysokości od 500 do 3000 metrów. Jest rośliną naziemną, choć sporadycznie bywa epifitem.